# NGC 4985
NGC 4985 је лентикуларна галаксија у сазвежђу Ловачки пси која се налази на NGC листи објеката дубоког неба.
Деклинација објекта је + 41° 40' 37" а ректасцензија 13h 8m 12,0s. Привидна величина (магнитуда) објекта NGC 4985 износи 13,8 а фотографска магнитуда 14,8. NGC 4985 је још познат и под ознакама UGC 8218, MCG 7-27-32, CGCG 217-12, NPM1G +41.0317, PGC 45522.